# Hypselodoris tryoni
Hypselodoris tryoni (Garrett, 1873) è un mollusco nudibranchio della famiglia Chromodorididae.
L'epiteto specifico è un omaggio al malacologo statunitense George Washington Tryon (1838 - 1888).

## Biologia
Si nutre di spugne della specie Dysidea fragilis (Dysideidae).

## Distribuzione e habitat
Si ritrova al largo delle coste di molte isole indonesiane.